# Les Mamelles

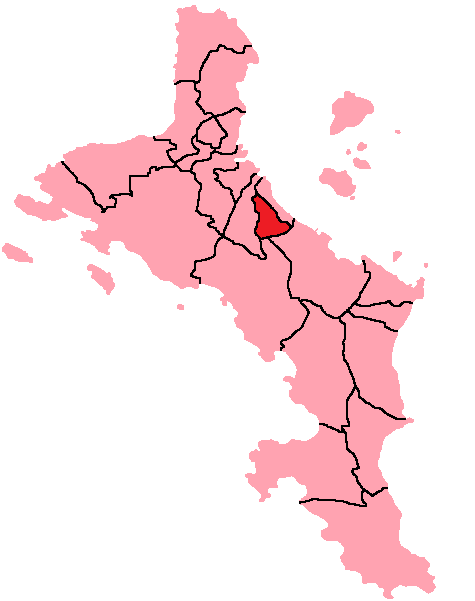
Położenie dystryktu Les Mamelles na wyspie Mahé

Les Mamelles – dystrykt położony w północno-wschodniej części wyspy Mahé; 2 352 mieszkańców (2002).